# Cucullia tiefi
Cucullia tiefi is een vlinder uit de familie uilen (Noctuidae). De wetenschappelijke naam is voor het eerst geldig gepubliceerd in 1956 door Tshetverikov.
De soort komt voor in Europa.